# Arapuša
Arapuša är en ort i Bosnien och Hercegovina.   Den ligger i entiteten Federationen Bosnien och Hercegovina, i den nordvästra delen av landet, 200 kilometer nordväst om huvudstaden Sarajevo. Arapuša ligger 266 meter över havet och antalet invånare är 408.
Terrängen runt Arapuša är varierad. Närmaste större samhälle är Bosanska Krupa, 8,4 kilometer väster om Arapuša. 
Omgivningarna runt Arapuša är en mosaik av jordbruksmark och naturlig växtlighet. Runt Arapuša är det ganska tätbefolkat, med 75 invånare per kvadratkilometer.